# Teatro Merced
El Teatro Merced (en inglés: Merced Theatre) está ubicado en el 301 W. Main Street (calle principal), en la esquina de Main Street y Martin Luther King Way, en la localidad de Merced, en California al oeste de los Estados Unidos. El teatro es importante tanto por su papel como centro social y cultural de la ciudad de Merced desde la depresión hasta después de la Segunda Guerra Mundial y por su arquitectura colonial del renacimiento español. La propiedad está inscrita en el Registro Nacional de Lugares Históricos (NRHP) desde el 1 de mayo de 2009 y su registro fue anunciado por el Servicio de Parques Nacionales el 5 de junio de 2009.